# Kamanų pelkė
Kamanų pelkė este o arie protejată (arie specială de conservare — SAC, sit de importanță comunitară — SCI, arie de protecție specială avifaunistică — SPA) din Lituania întinsă pe o suprafață de 6.401 ha, integral pe uscat.

## Localizare
Centrul sitului Kamanų pelkė este situat la coordonatele 56°17′27″N 22°38′42″E / 56.2908°N 22.645°E.

## Înființare
Situl Kamanų pelkė a fost declarat sit de importanță comunitară în martie 2004 pentru a proteja 2 specii de plante și 29 de specii de animale. Alte tipuri de protecție:
- arie de protecție specială avifaunistică (în aprilie 2004)[2]
- arie specială de conservare (în martie 2009)[1][3][4]

## Biodiversitate
Situată în ecoregiunea boreală, aria protejată conține 13 habitate naturale: Lacuri și iazuri distrofice naturale, Pajiști cu Molinia pe soluri calcaroase, turboase sau argilos-nămoloase (Molinion caeruleae), Fânețe de joasă altitudine (Alopecurus pratensis, Sanguisorba officinalis), Turbării active, Mlaștini turboase de tranziție și turbării mișcătoare, Depresiuni pe substraturi de turbă de Rhynchosporion, Mlaștini alcaline, Taiga vestică, Păduri caducifoliate bătrâne naturale hemiboreale fino-scandinave (Quercus, Tilia, Acer, Fraxinus sau Ulmus) bogate în specii epifite, Păduri fino-scandinave bogate în ierburi cu Picea abies, Păduri caducifoliate de mlaștină fino-scandinave, Mlaștini împădurite, Păduri aluvionare cu Alnus glutinosa și Fraxinus excelsior (Alno-Padion, Alnion incanae, Salicion albae).
La baza desemnării sitului se află mai multe specii protejate:
- plante (2): papucul doamnei (Cypripedium calceolus), Hamatocaulis vernicosus
- păsări (21): minunița (Aegolius funereus), gârliță mare (Anser albifrons), gâscă de semănătură (Anser fabalis), acvilă țipătoare mică (Aquila pomarina), ciuf de câmp (Asio flammeus), caprimulg (Caprimulgus europaeus), erete cenușiu (Circus pygargus), cristeiul de câmp (Crex crex), ciocănitoare cu spate alb (Dendrocopos leucotos), ciocănitoarea de stejar (Dendrocopos medius), ciocănitoare neagră (Dryocopus martius), presură de grădină (Emberiza hortulana), cocor (Grus grus), sfrâncioc roșiatic (Lanius collurio), viespar (Pernis apivorus), ciocănitoare verzuie (Picus canus), ploier auriu (Pluvialis apricaria), chiră de baltă (Sterna hirundo), silvie porumbacă (Sylvia nisoria), cocoșul de mesteacăn (Tetrao tetrix tetrix), fluierar de mlaștină (Tringa glareola)
- amfibieni (1): triton cu creastă (Triturus cristatus)
- mamifere (3): vidră de râu (Lutra lutra), râs eurasiatic (Lynx lynx), liliac de iaz (Myotis dasycneme)
- nevertebrate (4): fluturele auriu (Euphydryas aurinia), fluturele flitirar (Euphydryas maturna), libelule (Leucorrhinia pectoralis), fluturele purpuriu (Lycaena dispar)

Pe lângă speciile protejate, pe teritoriul sitului au mai fost identificate 22 de specii de plante.